# 宮川村 (福井県)
宮川村（みやかわむら）は福井県遠敷郡にあった村。現在の小浜市の北東部、小浜線・新平野駅の北方一帯にあたる。

## 地理
- 河川：野木川

## 歴史
- 1889年（明治22年）4月1日 - 町村制の施行により、大谷村、本保村、竹長村、新保村及び加茂村の区域をもって、宮川村が発足する。
- 1955年（昭和30年）2月21日 - 小浜市に編入する。